# Glee: The Music, Love Songs
Glee: The Music, Love Songs es el cuarto EP del elenco de la serie de televisión estadounidense Glee. Fue lanzado exclusivamente en Target, el 28 de diciembre de 2010. Cuenta con seis canciones relacionadas con el amor, interpretadas por los personajes de la serie.

## Lista de canciones
| Glee: The Music, Love Songs |                              |          |  |
| N.º                         | Título                       | Duración |  |
| 1.                          | «Hello, I Love You»          |          |  |
| 2.                          | «The Boy Is Mine»            |          |  |
| 3.                          | «Dream a Little Dream»       |          |  |
| 4.                          | «Tell Me Something Good»     |          |  |
| 5.                          | «Don't Go Breaking My Heart» |          |  |
| 6.                          | «What I Did For Love»        |          |  |